# Eduardo Cruz Rodríguez
Eduardo Cruz Rodríguez, más conocido como "El Abuelo Cruz" (Ibagué, Colombia; 18 de marzo de 1966), es un exfutbolista y director técnico de fútbol colombiano. Actualmente reside en Estados Unidos. Viviendo del Futbol desarrollando jugadores jóvenes alrededor del área de Nueva York.

## Formación académica
Eduardo "Abuelo" Cruz es licenciado en Educación física y Psicología habiendo estudiado en la Escuela Nacional del Deporte, la Universidad Católica y la Universidad del Valle, además posee especializaciones en las dos carreras.
Posteriormente estuvo en España y Alemania donde se formó como director técnico de fútbol realizando sus pasantías en el Atlético de Madrid.
Recientemente volvió a España para renovar sus licencias como Entrenador al lado de UEFA cuya organización le otorgó certificaciones oficiales. También posee licencias del la United States Soccer Federation para dirigir en Norte America.

## Trayectoria
Como jugador profesional jugó para el Deportes Tolima, Deportivo Cali, Deportes Tolima, Atlético Huila, Sporting de Barranquilla y Zamora F.C. de Venezuela. Se retira del fútbol como jugador con tan solo 28 años y retoma sus estudios universitarios.
Como entrenador dirigió durante 6 años en las Divisiones Menores del Deportivo Cali, luego dirigió al ya extinto Cooperamos Tolima entre 1999 y 2000 juntó con su asistente Carlos Portela. Años más tarde dirigiría al Academia Compensar durante tres temporadas.
Entre 2009 y 2011 dirigió 150 partidos al Centauros Villavicencio. Llegó a la final del Torneo Clausura del 2013 contra su compatriota Flabio Torres cuyo equipo que dirigía en ese momento era el Deportivo Pasto
Para 2012 se convierte en el asistente técnico y director deportivo del Once Caldas. Después dirigió al equipo por un semestre. En 2013 dirige al Deportes Quindío.
Desde mediados de 2013 y hasta inicios de 2019 dirigió en escuelas de fútbol filiales de la MLS en los Estados Unidos, New York Cosmos y trabajando con academias desarrolladoras de jugadores en Nueva York. En la temporada 2016-17 Dirigió la categoría sub-19 de Metropolitan Oval, construyendo un equipo que alcanzó un ranking de Top 10 en el futbol juvenil de Estados Unidos
Regresa a dirigir en abril de 2019 cuando es contratado por las Águilas Doradas. Su primer partido fue con derrota 2-0 ante Jaguares de Córdoba en partido válido por la fecha 14 del Torneo Apertura. En la fecha 17 pudo sacar un resultado importante ganándole al Atlético Nacional 1-0 en el último minuto de un tiro libre de Luis Delgado. Durante su turno como entrenador le ganó al Club Atlético Independiente de Avellaneda en la Copa Sudamericana 3-2 de local; perdiendo el partido de vuelta 2-0. 
En el 2021 tomo cargo como Director Técnico del Michigan Stars FC en la National Independent Soccer Association en Estados Unidos. En el torneo de otoño donde el equipo sumó más puntos en esa temporada que en toda su misma historia.

## Clubes

### Como jugador
| Club                     | País      |
| ------------------------ | --------- |
| Deportes Tolima          | Colombia  |
| Deportivo Cali           | Colombia  |
| Sporting de Barranquilla | Colombia  |
| Zamora F.C.              | Venezuela |
| Deportivo Pereira        | Colombia  |
| Atlético Huila           | Colombia  |

### Como director deportivo
| Club                | País           | Año         |
| ------------------- | -------------- | ----------- |
| Once Caldas         | Colombia       | 2012        |
| New York Cosmos TDP | Estados Unidos | 2013 - 2014 |
| Manhattan Kickers   | Estados Unidos | 2014 - 2016 |
| Metropolitan Oval   | Estados Unidos | 2016 - 2017 |

### Como asistente
| Club            | País     | Año  | Asistente de  |
| --------------- | -------- | ---- | ------------- |
| Águilas Doradas | Colombia | 2019 | Flabio Torres |

### Como entrenador
| Club                    | País           | Año         |
| ----------------------- | -------------- | ----------- |
| Cooperamos Tolima       | Colombia       | 1999 - 2000 |
| Academia Compensar      | Colombia       | 2005 - 2007 |
| Centauros Villavicencio | Colombia       | 2009 - 2011 |
| Once Caldas             | Colombia       | 2012        |
| Deportes Quindío        | Colombia       | 2013        |
| Águilas Doradas         | Colombia       | 2019        |
| Michigan Stars FC       | Estados Unidos | 2021        |